# Front Mission 3
Front Mission 3 (フロントミッション サード?, Furonto Misshon Saado) è un videogioco di ruolo strategico a turni sviluppato dalla Squaresoft (ora Square Enix) e pubblicato dalla stessa in Giappone il 2 settembre 1999; successivamente è stato pubblicato in Nord America il 29 febbraio 2000, e in Europa l'11 agosto dello stesso anno. Il gioco è stato quindi distribuito nella versione europea del PlayStation Network nel settembre 2010.
È il terzo episodio canonico della saga di Front Mission e il primo a venire pubblicato al di fuori del Giappone. Come nei precedenti capitoli della serie, il gioco è incentrato sulle storie di vari personaggi e sui loro combattimenti su speciali mezzi meccanici noti come wanzer.
Nell'anno di pubblicazione il gioco ha venduto poco meno di 300 000 copie. Al 1º dicembre 2012 il gioco ha venduto circa 520 000 copie nel mondo.
Un remake del gioco per Nintendo Switch, intitolato Front Mission 3: Remake, è stato pubblicato il 26 giugno 2025.

## Modalità di gioco
Pur essendo un gioco di ruolo strategico, Front Mission 3 pone maggiore enfasi sugli elementi tipici del gioco di ruolo rispetto a quelli strategici.
Il gioco progredisce in maniera lineare tramite eventi non interattivi, sessioni di dialogo e missioni di combattimento. Tra una missione e la successiva il giocatore può mettere a punto l'equipaggiamento dei propri wanzer sostituendo o potenziando le parti di cui sono composti (torso, braccio sinistro, braccio destro, gambe), dotandoli di armi di varia natura e corredandoli di speciali abilità attivabili durante la lotta.

Lo spostamento da un luogo all'altro avviene attraverso una mappa del mondo. Città, villaggi e altri luoghi importanti per l'avanzare della storia forniscono al giocatore la possibilità di raccogliere informazioni, acquistare nuove parti ed equipaggiamento ed organizzare le unità a disposizione per le successive battaglie.

Front Mission 3 consente inoltre di affrontare il gioco seguendo due storie indipendenti all'interno della trama, le quali condividono alcuni eventi e ambientazioni ma seguono l'evolversi della vicenda attraverso punti di vista radicalmente differenti, e pertanto possono considerarsi come linee narrative a sé stanti. La scelta fra le due alternative viene fatta in maniera non esplicita in base a quale risposta si darà a una domanda posta nelle fasi iniziali del gioco.
Le missioni di combattimento prevedono obbiettivi classici dei giochi di ruolo tattici, quali la distruzione di tutte le unità avversarie o la protezione di una particolare unità alleata. I combattimenti avvengono secondo un sistema a turni, nel quale alleati e avversari si alternano all'azione. Tutte le azioni eseguibili, come spostarsi, attaccare o utilizzare oggetti, richiedono un certo quantitativo di Action Points (AP). Al termine di ogni turno viene ripristinato un determinato numero di AP. Il numero massimo di AP in possesso dell'unità dipende dal grado di esperienza del pilota, e quest'ultimo può essere incrementato distruggendo i wanzer nemici.

## Accoglienza
| Testata                            | Giudizio |
| ---------------------------------- | -------- |
| GameRankings (media al 09-12-2019) | 83,78%   |
| GameSpot                           | 8,3/10   |
| IGN                                | 8,8/10   |

Le recensioni americane del gioco hanno dato pareri positivi, con qualche critica sulla grafica. GameSpot lo ha definito il titolo ideale per introdurre la serie al pubblico occidentale; tuttavia ne hanno criticato la grafica, ritenendola di livello inferiore rispetto a quella del predecessore Front Mission 2. IGN ne ha lodato le meccaniche di combattimento, ma ha criticato le transizioni grafiche dalla visuale di lotta isometrica a quella di scontro individuale, giudicandole poco consistenti.
L'aggregatore di recensioni GameRankings attribuisce a Front Mission 3 una valutazione complessiva dell'83,78% basata su 32 recensioni.